# رودلف ماير (كاتب)
رودلف ماير (بالتشيكية: Rudolf Mayer)‏ هو كاتب وشاعر تشيكي، ولد في 13 أكتوبر 1837 في مقاطعة كلاتوفي في التشيك، وتوفي في 12 أغسطس 1865 في Loučim ‏ في التشيك.